# Марлоу, Бъкингамшър
 Тази статия е за град Марлоу в графство Бъкингамшър.  За други значения вижте Марлоу.  
Марлоу (на английски: Marlow) е град по поречието на река Темза, в крайната южна част на област (графство) Бъкингамшър, регион Югоизточна Англия. Разположен е на територията на община Уикъмб, недалеч от метрополиса Голям Лондон. Населението на града към 2001 година е 17 522 жители,
Селището е споменато с името „Merlaue“ в голямото средновековно статистическо проучване в Англия от 1086 година, хроникирано в т.нар. Книга на Страшния съд. Впоследствие, градът и оформилата се около него енория са наричани „Велик Марлоу“ (Great Marlow). През 1897 година, името но града официално е променено само на „Марлоу“.
Емблематични за града са висящият мост над река Темза, наричан „Марлоу Бридж“, построен в периода 1829-1832 година, замествайки рухналия през 1828 година стар дървен мост и неоготическата църква „Вси Светии“, издигната през 1830-те години на мястото на съществувал средновековен храм.

## География
Марлоу е разположен по левия бряг на река Темза в района на средното ѝ течение, където реката дефинира границата между графствата Бъкингамшър и Бъркшър, малко преди навлизането ѝ в метрополиса Голям Лондон. На около 5 километра в северна посока, започват южните части на общинския център Хай Уикъмб, който е най-големият град в графството. Приблизително на същото разстояние в южно направление, отвъд Темза в графство Бъркшър, е разположен големия град Мейдънхед.
Двете големи градски структури са свързани с магистралния автомобилен път „А404“, който служи като обход на Марлоу по източния му край. На по-малко от километър в западна посока от А404, се намира известния висящ мост „Марлоу Бридж“, който е продължение на главната улица на Марлоу. Мостът служи за преход през река Темза на пешеходци и леки автомобили, свързвайки града със селцето Бишъм на срещуположния бряг в Бъркшър. Между двата моста е изграден специален шлюз, подпомагащ движението по реката на малки и средни по големина плавателни съдове.
Въпреки близостта си, Марлоу не е включен статистически към образуваната около Хай Уикъмб урбанизирана територия – агломерация имаща общо население от над 118 000 жители. Централните части на Лондонското сити отстоят на около 40 километра в източна посока.
Освен за връзка между Мейдънхед и Хай Уикъмб, пътят А404 свързва Марлоу с два от най-важните транспортни коридори в кралството – Автомагистрала М4, свързваща Лондон с Рединг, Бристъл и Кардиф в южен Уелс и Автомагистрала М40, свързваща столицата с Оксфорд и агломерацията на Бирмингам.

## Видни Личности
- Джеръм К. Джеръм – английски писател, хуморист, живял в Марлоу.
- Томас Стърнз Елиът – англо-американски поет, живял в Марлоу.
- Пърси Биш Шели – английски поет, живял в Марлоу.
- Мери Шели – английска писателка, автор на романа „Франкенщайн“, втора съпруга на Пърси Биш Шели.
- Такума Сато - пилот от Формула 1, бивш жител на Марлоу.
- Дейвид Сиймън - бившият вратар на ФК Арсенал и националния отбор на Англия притежава имот в Марлоу.